# Evangelische Stiftung Neuerkerode
Die Evangelische Stiftung Neuerkerode (ESN) ist ein christlicher Anbieter von sozialen Dienstleistungen in der Region Südost-Niedersachsen. Die Unternehmensgruppe bietet mit ihren Gesellschaften und Partnern ein Versorgungsnetzwerk zur Förderung von Gesundheit und Inklusion. Mit rund 3000 Beschäftigten und 220 Ausbildungsplätzen (März 2020) ist der Unternehmensverbund ein großer Arbeitgeber in der Region Braunschweig und Umgebung.
Die Evangelische Stiftung Neuerkerode hat sich seit dem Gründungsjahr 1868 kontinuierlich weiterentwickelt und eine Unternehmensgruppe aufgebaut. Die Tochtergesellschaften sind ebenfalls Mitglied des Diakonischen Werkes der Evangelisch-lutherischen Landeskirche Braunschweig. ESN unterhält mit ihren Tochtergesellschaften Einrichtungen im Bereich der Behindertenhilfe, Kinder- und Jugendhilfe,  Altenhilfe, Suchthilfe und Arbeitsförderung, ein Krankenhaus und weitere Einrichtungen für medizinische Versorgung. Darüber hinaus betreibt die Stiftung eine Fachschule für Heilerziehungspflege in Neuerkerode und eine Kindertagesstätte mit Integrationsgruppe.

## Unternehmensgruppe
Die Unternehmensgruppe Evangelische Stiftung Neuerkerode setzt sich zusammen aus der Stiftung, die als Holding für Strategie und Verwaltung zuständig ist, und der
- Neuerkeröder Wohnen und Betreuen GmbH
- Haus der helfenden Hände gGmbH,
- Theresienhof GmbH,
- Bethanien gGmbH
- Mehrwerk gGmbH
- Lukas-Werk Gesundheitsdienste GmbH
- Sprössling gGmbH
- Krankenhaus Marienstift gGmbH
- Diakoniestationen Harz-Heide gGmbH

Weitere Aufgabenbereiche der Holding sind das Personalmanagement, Finanzen, Marketing und Unternehmenskommunikation, Verwaltung von Liegenschaften und Immobilien, EDV/IT, Qualitätsmanagement und der kirchliche Dienst.

## Neuerkeröder Wohnen und Betreuen GmbH
Die Neuerkeröder Wohnen und Betreuen GmbH bietet individuelle Wohn- und Betreuungsangebote im Rahmen der Eingliederungshilfe für Menschen mit geistiger oder Mehrfachbehinderung. Die Leistungen werden in Sickte, Ortsteil Neuerkerode, und in der Region Braunschweig, Wolfenbüttel und Wolfsburg erbracht. Die Wohnen und Betreuen unterstützt Menschen darin, ihr Recht auf Teilhabe am gesellschaftlichen, kulturellen und sozialen Leben mit bedarfsgerechter Assistenz wahrzunehmen.
Leistungen im Überblick:
- Wohnangebote für Kinder, Jugendliche und Erwachsene mit geistiger Behinderung
- Assistenzleistungen im selbstständigen Wohnen
- Wohnen für junge Erwachsene im Autismusspektrum
- Tagesförderstätten für Menschen mit geistiger Behinderung
- Familienentlastender Dienst und Schulassistenzen
- Begegnungsstätte mit Partnervermittlung „Schatzkiste“
- Erwachsenenbildung und pädagogische Angebote in Freizeit, Sport, bildender Kunst, Theater und Musik
- Beratung für Menschen mit Behinderung, Angehörige und Betreuer

## Dorf Neuerkerode

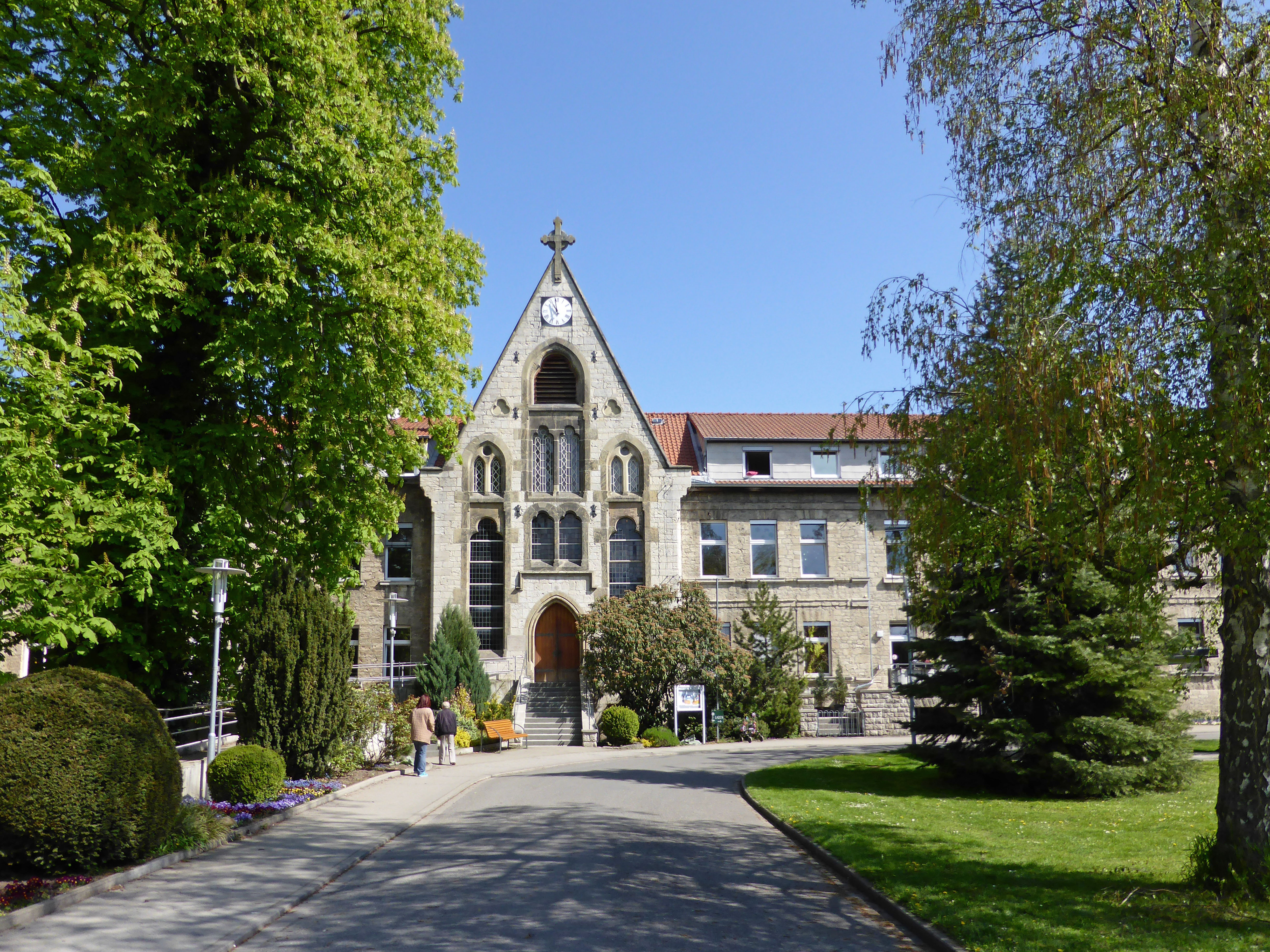
Kirche in Neuerkerode

Im „Dorf“ Neuerkerode wohnen 740 Menschen mit Behinderungen in Wohngruppen oder Einzel- und Doppelapartments. Die Zusammensetzung ist moderat heterogen in Bezug auf Geschlecht, Alter und Hilfebedarf, wobei sich dennoch in jeder Gruppe Schwerpunkte herausgebildet haben. Im Dorf sind ein Dorfgemeinschaftshaus, ein Friseur, eine Kirche, ein Kiosk und ein Waschsalon vorhanden, die Menschen zur Teilhabe und Inklusion anregen sollen.

## Haus der helfenden Hände gGmbH

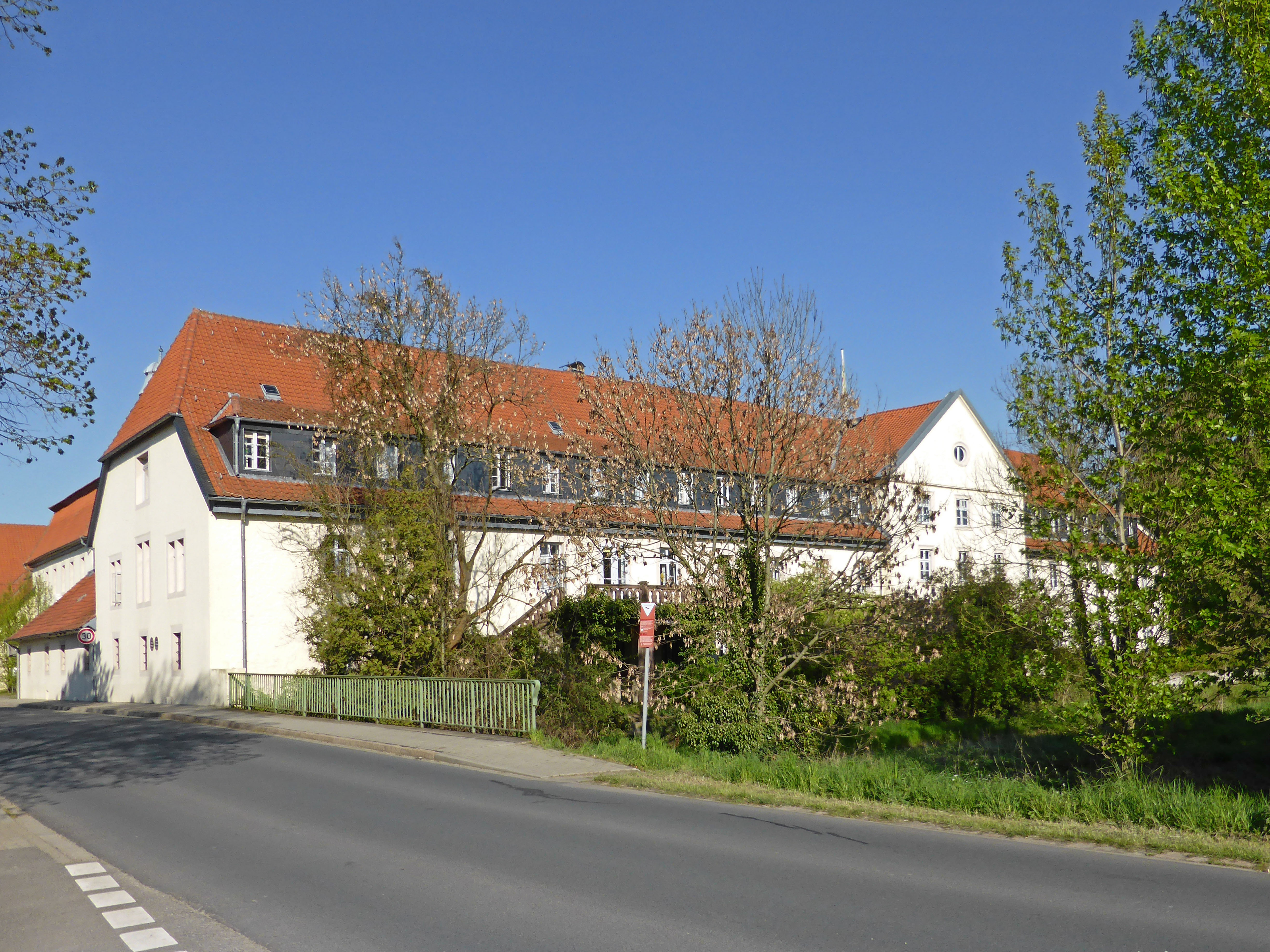
„Haus der helfenden Hände“ in Beienrode

Das Haus der helfenden Hände ist ein Senioren- und Pflegeheim, das auf dem Rittergut in Beienrode ansässig ist und hat (März 2020) 75 Einzelzimmer und 10 Doppelzimmer. Alle Mitarbeitenden betreuen individuell nach dem mäeutischen Pflegemodell.
Leistungen im Überblick:
- Vollstationäre Pflege im Einzel- oder im Doppelzimmer
- Kurzzeitpflege
- Betreuung und Pflege demenziell erkrankter Senioren (Demenz-Kompetenz-Zentrum)
- Individuelle Betreuung nach dem mäeutischen Pflegemodell
- Palliative Pflege

Zusätzliches Angebot:
- Tagespflege (Diakoniestation Braunschweig gGmbH)[7]

Das Anwesen selbst liegt auf einem über 1000 Jahre alten Rittergut. Im Jahr 1949 wurde hier das Flüchtlingsselbsthilfewerk des Hilfskomitees der Evangelischen Deutschen Ostpreußens gegründet. Heute ist das Haus der helfenden Hände ein modernisiertes Senioren- und Pflegeheim.

## Theresienhof GmbH
Der Theresienhof ist ein Senioren- und Pflegeheim in Goslar mit langer Geschichte. Neben den 89 Einzel- und 4 Doppelzimmern für insgesamt 97 Personen (Stand 2020) gehört zum Theresienhof eine Seniorenwohnanlage mit 19 Wohneinheiten, in denen Menschen weiterhin selbstbestimmt leben können. Die Gebäude des Theresienhofs liegen in einer Parkanlage am Fuße des Rammelsberges in Goslar.
Leistungen im Überblick:
- Vollstationäre Pflege im Einzel- oder im Doppelzimmer
- Kurzzeitpflege
- Betreuung und Pflege demenziell erkrankter Senioren (Demenz-Kompetenz-Zentrum)
- Palliative Pflege
- Pflege von Menschen mit Tracheostoma, selbstatmend (künstlicher Ausgang der Luftröhre)

Zusätzliches Angebot:
- Tagespflege (Diakoniestation Goslar gGmbH)

## Bethanien gGmbH
Bethanien ist ein Senioren- und Pflegezentrum mit langer Geschichte auf dem Gelände des Marienstiftes in Braunschweig. Die professionelle Pflege und Betreuung im Haus erfolgt auf der Grundlage des christlichen Menschenbildes. Bethanien verfügt über 250 vollstationäre Pflegeplätze einschließlich eingestreuter Kurzzeitpflege in vier Wohnbereichen (Stand 2020). Es wird eng mit dem Krankenhaus Marienstift zusammen gearbeitet.
Leistungen im Überblick:
- Vollstationäre Pflege im Einzel- oder im Doppelzimmer
- Kurzzeitpflege
- Betreuung und Pflege demenziell erkrankter Senioren (Demenz-Kompetenz-Zentrum)
- Palliative Pflege

## Krankenhaus Marienstift gGmbH

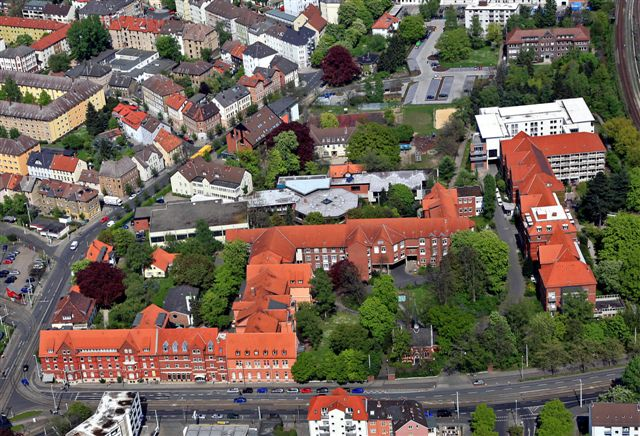
Marienstift

Das Krankenhaus des Marienstiftes ist ein evangelisches Krankenhaus der Grundversorgung mit sechs Kliniken, Funktionsbereichen und spezialisierten Angeboten für die Patienten, von der Geburt über die Betreuung und Behandlung von Menschen mit Behinderung und an Demenz erkrankten Patienten bis hin zur Begleitung von Sterbenden. Das Krankenhaus ist zudem Partnerklinik in dem niedersachsenweiten Netzwerk ProBeweis und Anlaufstelle für Opfer von häuslicher und/oder sexueller Gewalt.
Kliniken:
- Klinik für Innere Medizin inklusive Palliativ-Zentrum
- Klinik für Allgemein- und Viszeralchirurgie mit Kompetenzzentrum für Hernien
- Klinik für Handchirurgie und angeborene Handfehlbildungen
- Klinik für Gynäkologie und Geburtshilfe
- Klinik für Anästhesie, operative Intensivmedizin und Schmerztherapie
- Belegabteilung HNO

Das Medizinische Behandlungszentrum für Erwachsene mit geistiger Behinderung oder schweren Mehrfachbehinderungen (MZEB) im Krankenhaus Marienstift in Braunschweig, bietet medizinische Versorgung für Menschen mit Behinderung in der Region Braunschweig.
Der Integrierte Gesundheitsdienst Neuerkerode (IGN), ein medizinisches Behandlungszentrum für Menschen mit geistiger und mehrfacher Behinderung, ermöglicht die allgemeinmedizinische, neurologische und psychiatrische Betreuung und Behandlung von rund 800 Menschen in Neuerkerode. Hinzu kommen physiotherapeutische Angebote und die psychologische Betreuung von Patienten der Einrichtungen in Neuerkerode sowie die Beratung und Fortbildung der Mitarbeitenden.

## Lukas-Werk Gesundheitsdienste GmbH
Die Lukas-Werk Gesundheitsdienste sind eine Gesellschaft der Evangelischen Stiftung Neuerkerode und Mitglied im Diakonischen Werk evangelischer Kirchen in Niedersachsen. Mit sechs Fachambulanzen, zwei ganztägig ambulanten Rehabilitations-Kliniken, einer Substitutionsambulanz und einer stationären Rehabilitations-Klinik bietet das Lukas-Werk in Südostniedersachsen ein flächendeckendes Netzwerk spezialisierter Gesundheitsdienstleistungen im Bereich der Suchthilfe.
In den Fachambulanzen des Lukas-Werkes in Braunschweig, Goslar, Helmstedt, Northeim, Wolfenbüttel, Peine, den beiden Tageskliniken in Braunschweig und Northeim und in der Rehabilitationsklinik Erlengrund werden in den Bereichen Suchtprävention und -beratung, Rehabilitation und Gesundheitsförderung jährlich mehr als 4000 Menschen beraten, betreut und behandelt.
Die Lukas-Werk Gesundheitsdienste beschäftigen mehr als 180 Mitarbeitende.
Die Ursprünge der Lukas-Werk-Suchthilfe liegen in der Heininger Bruderschaft, die nach dem Zweiten Weltkrieg ein Hilfswerk zugunsten heimkehrender Kriegsgefangener und deren Familien aufbaute. Aus dieser Initiative wurde im Jahr 1949 der Heimkehrerdank e. V. Aus Sorge um eine sich ausweitende Alkohol- und Medikamentenabhängigkeit gründete dieser Verein nach ersten Kontakten zu Betroffenen innerhalb der Kirchengemeinden 1970 die erste Beratungsstelle für Suchtkranke in Braunschweig. Unter dem neuen Namen Lukas-Werk kamen weitere Beratungsstellen und Einrichtungen in Südost-Niedersachsen hinzu. Im Jahr 1996 wurde die Suchtkrankenhilfe aus der Stiftung Lukas-Werk ausgegliedert und in die Lukas-Werk gemeinnützige GmbH überführt.

## Mehrwerk gGmbH
Die Mehrwerk gGmbH integriert Menschen mit Handicap durch Qualifizierung und Beschäftigung in das Arbeitsleben. Inklusion am Arbeitsplatz findet durch interne Vernetzung und durch Kooperationen mit vielen Akteuren der regionalen Wirtschaft statt.
Leistungen im Überblick:
- Qualifizierung und Bildung von Jugendlichen, Menschen mit psychischen und geistigen Behinderungen sowie Langzeitarbeitslosen zur Integration auf den ersten Arbeitsmarkt
- Nachhaltige und inklusive Kita- und Schulverpflegung
- Inklusive Gemeinschaftsverpflegung sowie Hauswirtschafts- und Reinigungsdienstleistungen in Krankenhäusern und Altenhilfeeinrichtungen in der Region
- Bistro und Eventcatering (z. B. ATP Challenger-Turnier, Sparkassen Open, Café Kreuzgang/St. Ulrici/Brüdernkirche)[18]
- Obst, Gemüse und Pflanzen aus der Klostergärtnerei Riddagshausen

## Sprössling gGmbH
Die Sprössling gGmbH wurde 2018 gegründet und ist ein Inklusionsbetrieb, der Menschen mit Schwerbehinderung den Einstieg in den ersten Arbeitsmarkt ermöglicht.
Die Sprössling bietet Schulcatering in vielen Schulen der Region an. Das Konzept ist auf gesunde, ausgewogene Mahlzeiten aus nachhaltigem Anbau mit sozialer Verantwortung durch Qualifizierung von Menschen mit Behinderung ausgerichtet. Die Sprössling (ehemals Neuerkeröder Werkstätten) wurde von der Deutschen Gesellschaft für Ernährung für das Schulcatering ausgezeichnet.

## Diakoniestationen Harz-Heide gGmbH
Zu den Diakoniestationen Harz-Heide gehören die Diakoniestationen Braunschweig, Gifhorn und Goslar mit insgesamt neun Filialen und fünf Tagespflegeeinrichtungen. Der ambulante Pflegedienst erbringt Leistungen der Beratung, Pflege, Betreuung und Hauswirtschaft. Oberstes Ziel ist die Förderung und Erhaltung der Eigenständigkeit der betreuten Menschen zu Hause, unabhängig von deren Konfession.
Leistungen im Überblick:
- Beratung rund um das Thema Pflege und deren Finanzierung
- Pflegeleistungen nach SGB XI
- Medizinische Behandlungspflege nach ärztlicher Verordnung
- Spezialisierte Pflege z. B. Wundversorgung
- Tagespflege
- Palliative Pflege

### DIAPP gGmbH
Der diakonisch ambulante psychiatrischerPflegedienst (DIAPP) soll Menschen durch psychische Krisen begleiten, mit dem Ziel, dass Betroffenen diese überwinden oder lernen, damit umzugehen. Menschen mit demenziellen Störungen, Schizophrenie, Neurosen oder anderen psychischen Erkrankungen können dabei in ihrem vertrauten Umfeld betreut werden. Die DIAPP gGmbH arbeitet in den Regionen Braunschweig, Gifhorn, Helmstedt, Wolfsburg und Wolfenbüttel. Das Angebot ist eine Leistung nach dem Sozialgesetzbuch V und wird von einem Facharzt oder seit dem 17. September 2020 auch von einem Psychotherapeuten verordnet.
Leistungen im Überblick:
- Aufbau einer tragfähigen Beziehung zur Betreuungsperson
- regelmäßige Besuche zu Hause
- individuelle Hilfe bei der Organisation von Alltag und Freizeit
- Erstellen eines individuellen, alltagstauglichen Hilfeplans
- Unterstützung bei Aufbau und Pflege von sozialen Kontakten
- Erarbeiten von Möglichkeiten zur Krisenbewältigung
- Vermittlung in Konfliktsituationen
- Hilfenetz mit Ärzten, Therapeuten und Kliniken
- Begleitung bei Ämter- und Behördenangelegenheiten
- häusliche Krankenpflege nach fachärztlicher Verordnung zur Vermeidung oder Verkürzung eines Krankenhausaufenthaltes

### SAPV Harz-Heide gGmbH
Die spezialisierte ambulante palliative Versorgung (SAPV) soll unheilbar kranken Menschen ein würdevolles Leben und Sterben zu Hause oder in der vertrauten Umgebung ermöglichen. Sie stellt ein ergänzendes Angebot zur Versorgung durch Haus- und Fachärzte sowie Pflegedienste dar. Die gemeinnützige SAPV-Gesellschaft ist eine Koordinationsstelle für alle beteiligten Einrichtungen, die an verschiedenen Standorten in der Region ansässig sind.
Leistungen im Überblick (gemeinsam mit den kooperierenden Einrichtungen):
- ständige Erreichbarkeit
- Betreuung und Beratung in der häuslichen Umgebung
- Medizinische Untersuchung und Behandlung
- Behandlung von starken Schmerzen und anderen belastenden Symptomen wie Atemnot, Übelkeit und Angstattacken
- Beratung von Hausärzten und Pflegediensten
- Unterstützung der Angehörigen

## Fachschule Heilerziehungspflege
Die Fachschule Heilerziehungspflege der Evangelischen Stiftung Neuerkerode bietet eine dreijährige Ausbildung zum Heilerziehungspfleger an. Das Schulgebäude ist in Neuerkerode, zehn Kilometer südöstlich von Braunschweig. Die Ausbildung besteht aus Unterrichtsphasen und kontinuierlichen Praxisstellen. Ein breites Spektrum von haupt- und nebenberuflichen Lehrkräften sorgt für eine interdisziplinäre und praxisorientierte Ausbildung. Durch die Kooperation mit zahlreichen Einrichtungen der Behindertenhilfe bietet die Fachschule vielseitige Praxiserfahrungen für die Auszubildenden.

## Bildungszentrum für Pflegeberufe am Marienstift

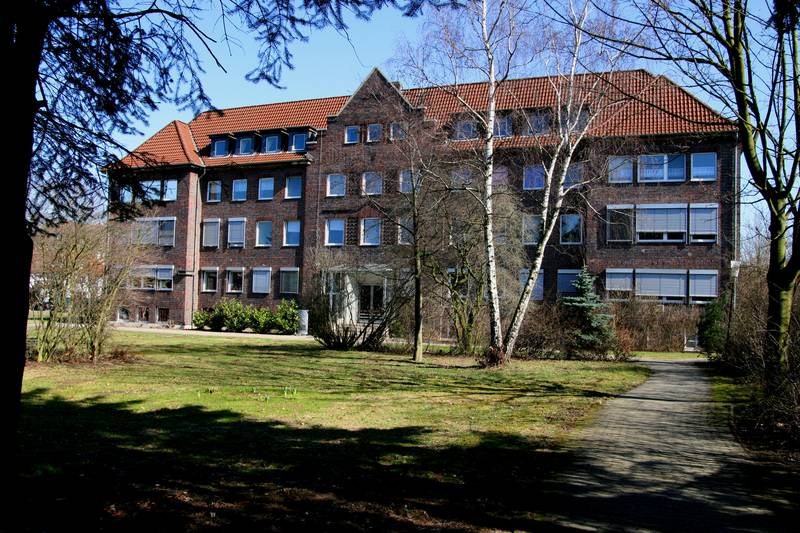
Ausbildungsstätte des Marienstifts

Das Bildungszentrum bietet die Ausbildung zur/zum Pflegefachfrau/-mann an. Die bisherigen Ausbildungen der Alten-, Kranken- und Kinderkrankenpflege wurden im Januar 2020 in der generalistischen Pflegeausbildung zusammengeführt. Entsprechend dem evangelischen Profil und dem christlichen Menschenbild sind ethisches, diakonisches und soziales Handeln wichtige Bestandteile der Ausbildung. Zudem werden die Schüler verantwortlich in die Gestaltung der Lernprozesse einbezogen.

## Sonstiges
Zum 150-jährigen Jubiläum der ESN erschien die Graphic Novel Der Umfall von Comickünstler Mikaël Ross nach zweijähriger Recherche im Dorf Neuerkerode.